# 亀山郵便局
亀山郵便局（かめやまゆうびんきょく）
- 三重県亀山市にある郵便局。本記事にて記述する。
- 千葉県君津市にある郵便局。局番号は05095。
- 福岡県糟屋郡志免町にある郵便局。局番号は74363。

亀山郵便局（かめやまゆうびんきょく）は、三重県亀山市にある郵便局。民営化前の分類では集配普通郵便局であった。

## 概要
住所：〒519-0199 三重県亀山市東御幸町実泥22-3

## 沿革
- 1871年4月20日（明治4年3月1日） - 日本の近代郵便制度の創設とともに、亀山郵便取扱所として開設[1]。
- 1873年（明治6年）4月 - 亀山郵便役所となる。
- 1875年（明治8年）1月1日 - 亀山郵便局（四等）となる。同年10月より為替取扱を開始。
- 1878年（明治11年） - 貯金取扱を開始。
- 1893年（明治26年）2月16日 - 亀山郵便電信局となる。
- 1903年（明治36年）4月1日 - 通信官署官制の施行に伴い亀山郵便局となる。
- 1949年（昭和24年）7月1日 - 電気通信事務を、新設された亀山電報電話局に移管[2]。同日、特定郵便局から普通郵便局に局種別改定[3]。
- 1956年（昭和31年）9月21日 - 電話通話および和文電報受付事務の取扱を開始[4]。
- 1968年（昭和43年）8月24日 - 川崎郵便局から電話交換業務と和文電報配達業務のそれぞれ一部[5]を移管。
- 1975年（昭和50年）11月10日 - 亀山市東町から、同市東御幸町に局舎を新築、移転。
- 1999年（平成11年） - 外国通貨の両替および旅行小切手の売買に関する業務取扱を開始。
- 2006年（平成18年）10月1日 - 関郵便局から「519-11xx」区域（亀山市（旧鈴鹿郡関町域））の集配業務を移管[6]。
- 2007年（平成19年）10月1日 - 民営化に伴い、併設された郵便事業亀山支店に一部業務を移管。
- 2012年（平成24年）10月1日 - 日本郵便株式会社発足に伴い、郵便事業亀山支店を亀山郵便局に統合。
- 2015年（平成27年）8月31日 - 川崎郵便局から「519-02xx」区域（亀山市（北東部地域（おおむね新名神高速道路の周辺地域））・鈴鹿市（西庄内町・東庄内町））の集配業務を移管。

## 取扱内容
- 郵便、印紙、ゆうパック、内容証明
- 貯金、為替、振替、振込、国際送金、国債、投資信託
- 生命保険、バイク自賠責保険、自動車保険、がん保険、引受条件緩和型医療保険、変額年金保険
- ゆうちょ銀行ATM
- 「519-01xx」「519-02xx」「519-11xx」区域（亀山市の全域、鈴鹿市（西庄内町・東庄内町））の集配業務
- ゆうゆう窓口

## 周辺
- 亀山市文化会館
- 亀山エコータウン

## アクセス
- JR亀山駅（関西本線・紀勢本線）から東へ500メートル（徒歩約9分）
- 三重交通バス 亀山局前停留所下車、亀山市コミュニティバス 郵便局前停留所下車
- 東名阪自動車道、名阪国道 亀山ICから東へ約4km
- 三重県道565号亀山城跡線沿い
- 駐車場あり：30台